# Linia kolejowa nr 800
Linia kolejowa nr 800 – drugorzędna, jednotorowa, zelektryfikowana linia kolejowa łącząca rejon PFD z rejonem PFB na stacji Poznań Franowo.